# ديفيد تشين
ولد ديفيد تشين في (29 يناير 1979  ) ، والمعروف أيضًا باسم تشين ييفي، هو ممثل تايواني .

## حياته
تزوج من المغنية الصينية تان ويوي  بعد أن تقدم لها في 2016 خلال رحلة إلى جبل كايلاش .  في عام 2018 ، تعاونا معا لإنشاء أغنية للمسلسل التلفزيوني (The Legend of Jade Sword) الذي عمل فيه. 

## روابط خارجية
- ديفيد تشين على موقع IMDb (الإنجليزية)
- ديفيد تشين على موقع قاعدة بيانات الفيلم (الإنجليزية)